# زیردریایی یو-۱۰۱۸
زیردریایی یو-۱۰۱۸ (به انگلیسی: German submarine U-1018) یک زیردریایی بود که طول آن ۶۷٫۱۰ متر (۲۲۰ فوت ۲ اینچ) بود. این زیردریایی در سال ۱۹۴۴ ساخته شد.